# Liste der venezolanischen Botschafter in Indien
Die venezolanische Botschaft befindet sich in E-106, Malcha Marg, Chanakyapuri, Neu-Delhi.
| Ernannt       | Akkreditiert  | Name                            | Bemerkungen                                                                                             | ernannt von          | akkreditiert bei     | Posten verlassen |
| ------------- | ------------- | ------------------------------- | --- | -------------------- | -------------------- | ---------------- |
| 17. Jan. 1966 |               | Benjamín Delgado Leffmann       | Generalkonsul in Trinidad                                                                               | Rómulo Betancourt    | Indira Gandhi        |                  |
| 30. Apr. 1968 |               | Juan Uslar Pietri               | (* 22. Mai 1925 in Caracas; † 1998)                                                                     | Rómulo Betancourt    | Indira Gandhi        | 15. Dez. 1969    |
| 15. Dez. 1969 | 9. Feb. 1970  | Pedro Abreu Manzanilla          | (* 3. April 1907; † 20. Juni 1991) 1942 Vizekonsul in Antwerpen, 1965 bis 1968 Botschafter in Tel Aviv. | Rafael Caldera       | Indira Gandhi        | 24. Jan. 1975    |
| 24. Jan. 1975 | 15. Apr. 1975 | Tulio Cardozo Faria             | | Carlos Andrés Pérez  | Indira Gandhi        | 28. Okt. 1981    |
| 28. Okt. 1981 | 29. Dez. 1981 | Eduardo Soto Álvarez            | | Luís Herrera Campíns | Indira Gandhi        |                  |
| 14. Sep. 1984 |               | Bernardo Bermúdez Briceño       | 1972–1978 Botschafter in Wien, 1980–1986: Botschafter in Moskau.                                        | Jaime Lusinchi       | Rajiv Gandhi         |                  |
| 3. Nov. 1987  |               | Rudolfo Molina Duarte           | | Jaime Lusinchi       | Rajiv Gandhi         |                  |
| 20. Feb. 1990 |               | Frank Enrique Bracho            | | Carlos Andrés Pérez  | Chandra Shekhar      | 30. Nov. 1993    |
| 22. Nov. 1993 | 13. Jan. 1994 | Jocelyn Henríquez de King       | 1998 Botschafterin in Peking und Pjöngjang                                                              | Ramón José Velásquez | P. V. Narasimha Rao  | 5. Mai 1998      |
| 3. Juni 1999  | 23. Sep. 1999 | Walter Oscar Márquez Rodón      | (* 1. Januar 1951 in Abejales, Táchira)                                                                 | Hugo Chávez          | Atal Bihari Vajpayee |                  |
| 16. März 2004 |               | Milena Coromoto Santana Ramírez | [ 2 ]                                                                                                   | Hugo Chávez          | Manmohan Singh       |                  |